# Departamento de Santa Rosa (Colombia)
El departamento de Santa Rosa es un extinto departamento de Colombia. Fue creado el 5 de agosto de 1908 y perduró hasta el 1 de enero de 1910, siendo parte de las reformas administrativas del presidente de la república Rafael Reyes respecto a división territorial. El departamento duró poco, pues Reyes fue depuesto en 1909 y todas sus medidas revertidas a finales del mismo año, por lo cual las 34 entidades territoriales creadas en 1908 fueron suprimidas y el país recobró la división política vigente en 1905, desapareciendo entonces Santa Rosa como departamento y vuelto a depender de Tunja.

## División territorial
El departamento estaba conformado por las provincias boyacenses de Tundama, Gutiérrez, Norte, Sugamuxi y Valderrama, más la totalidad de lo que hoy son Arauca y Casanare.
- Provincia de Gutiérrez: El Cocuy (capital), La Capilla, Chiscas, Chita, El Espino, Guacamayas, Güicán, Panqueba y La Salina.

- Provincia del Norte: Soatá (capital), Boavita, Covarachía, Jericó, La Paz, Sativanorte, Sativasur, Socotá, Susacón, Tutasa y  La Uvita.

- Provincia de Tundama: Santa Rosa (capital), Belén, Betéitiva, Busbanzá, Cerinza, Corrales, Duitama, Floresta, Nobsa, Paipa, Socha, Tasco y  Tibasosa.

- Provincia de Sugamuxi: Sogamoso (capital), Cuítiva, Firavitoba, Gámeza, Iza, Labranzagrande, Mongua, Monguí, Pajarito, Paya, Pesca, Pisba, Puebloviejo, Recetor, Tópaga y Tota.

- Provincia de Arauca: Arauca (capital), Arauquita, Cravo Norte, Lope y Tame.

- Provincia de Nunchía: Nunchía (capital), Trinidad, Manare, Maní, Marroquín, Moreno, Orocué, Pore, Sácama, Támara y Teú.